# Ulica Stefana Żeromskiego w Sosnowcu
Ulica Stefana Żeromskiego w Sosnowcu − jedna z ulic w sosnowieckiej dzielnicy Pogoń. Ma długość około 0,6 km. Rozpoczyna swój bieg przy skrzyżowaniu z ul. Orlą, następnie krzyżuje się z ul. Mariacką i kończy swój bieg za wiaduktem kolejowym przy skrzyżowaniu z ul. 3 Maja.

## Opis
W 1899 r. w budynku przy dzisiejszej ulicy S. Żeromskiego 4 rozpoczęła działalność Szkoła Aleksandryjska w Pogoni. Pierwotnie nosiła nazwę Dietlowskiej. 3 grudnia 1925 r. Rada Miejska w Sosnowcu zmieniła nazwę ulicy na obecną.
Przy ulicy znajdują się następujące historyczne obiekty i miejsca
- Kościół ewangelicko-augsburski św. Jana Ewangelisty (ul. S. Żeromskiego 1), wybudowany po 1880 r., wpisany do rejestru zabytków 17 grudnia 1997 r. (nr rej.: A/1662/97);
- budynek administracyjny dawnej Spółki Akcyjnej Przemysłu Włókienniczego H. Dietel wraz z wyposażeniem, znajdującym się na terenie Sosnowieckiej Przędzalni Czesankowej „Politex” (ul. S. Żeromskiego 1), wzniesiony w 1889 r., wpisany do rejestru zabytków 15 września 1995 r. (nr rej.: A/1610/95);
- zespół pałacu Dietlów przy ulicy S. Żeromskiego 2, obejmujący:
  - pałac (obecnie szkoła muzyczna), wybudowany w drugiej połowie XIX wieku, wpisany do rejestru zabytków (nr rej.: A/806/67 z 21 lipca 1967 r.),
  - budynek wjazdowy, pochodzący z 1910, wpisany do rejestru zabytków (nr rej.: A/1702/98 z 31 grudnia 1998 r.)[6],
  - trzy domy pracownicze (ul. S. Żeromskiego 4; 4/1; 4 a), wzniesione pod koniec XIX wieku, wpisane do rejestru zabytków (nr rej.: j.w.),
  - neoromantyczny park z końca XIX wieku (nazywany Parkiem Dietla, Parkiem Stefana  Żeromskiego), wpisany do rejestru zabytków (nr rej.: j.w.);
- budynek dawnego liceum S. Staszica z ogrodem (ul. S. Żeromskiego 3), wzniesiony w latach 1895−1898, wpisany do rejestru zabytków (nr rej.: A/1528/93 z 30 kwietnia 1993 r.); obiekt był siedzibą Sosnowieckiej Szkoły Realnej, IV Liceum Ogólnokształcącego im. St. Staszica, Wydziału Techniki Uniwersytetu Śląskiego. Od 1 kwietnia 2022 r. budynek jest siedzibą Sądu Okręgowego w Sosnowcu[7].

Przy ulicy Stefana Żeromskiego swoją siedzibę mają: parafia Ewangelicko-Augsburska w Sosnowcu (ul. S. Żeromskiego 4), Centrum Aktywności Rodzinnej „ŻeromPark” (ul. S. Żeromskiego 4d), hala widowiskowo-sportowa (ul. S. Żeromskiego 4c), Komisariat II Policji w Sosnowcu (ul. S. Żeromskiego 1), firmy i przedsiębiorstwa handlowo-usługowe.